# Wojciech Piechowski

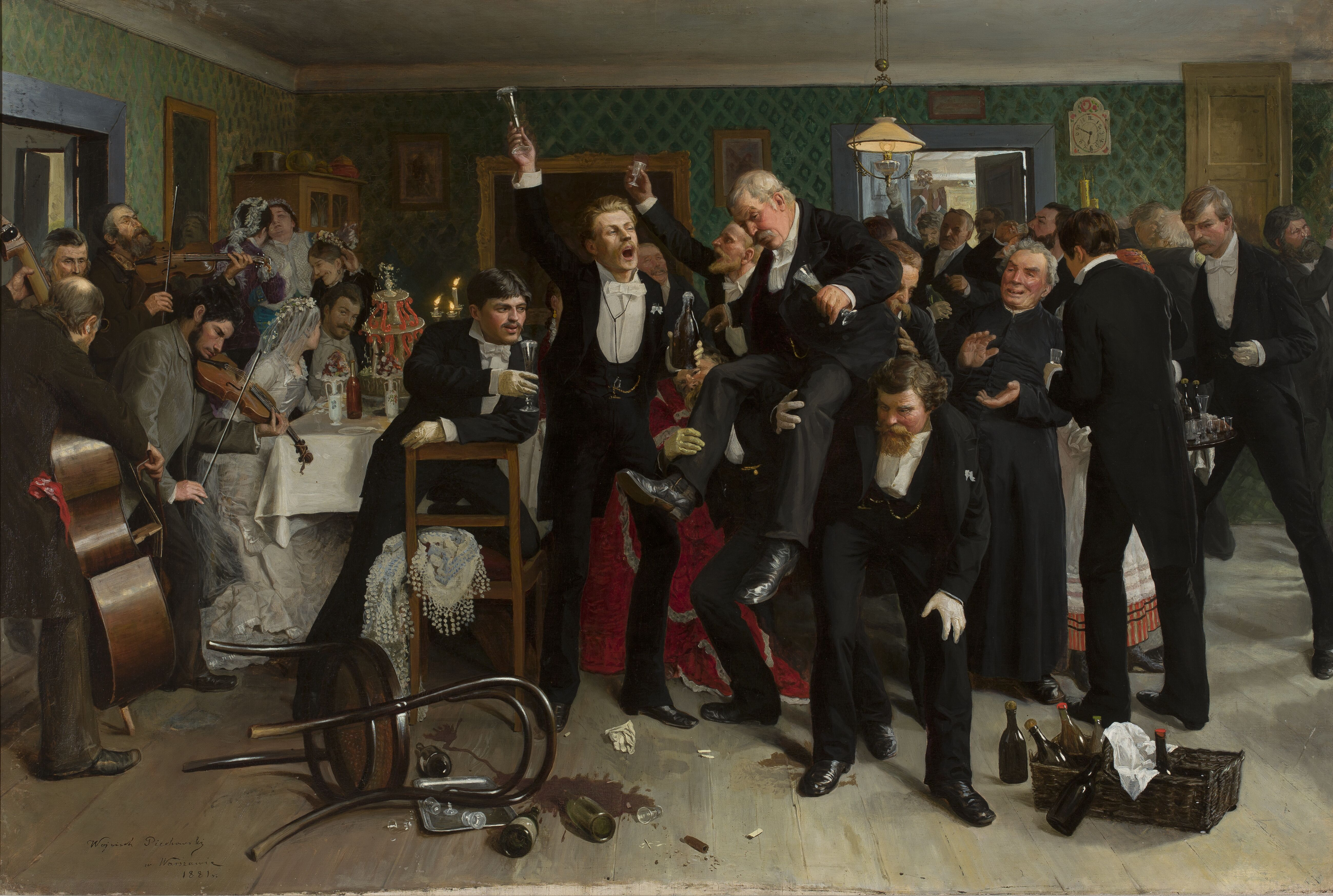
Weselny toast, 1881.

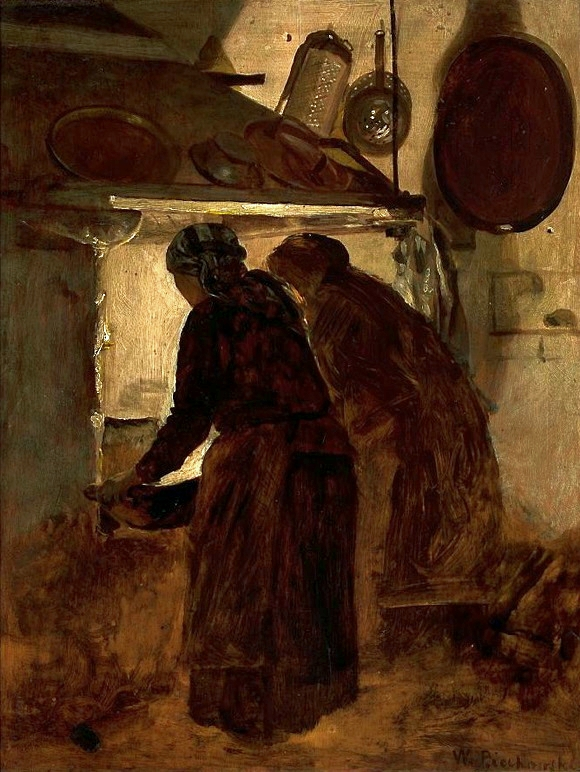
Kobiety przy piecu, 1888.

Wojciech Piechowski, né le 23 avril 1849 à Nosarzewo Borowe et mort le 13 novembre 1911 près de Skłóty, est un peintre et photographe polonais.

## Biographie
Wojciech Piechowski naît le 23 avril 1849 à Nosarzewo Borowe.
Il est le premier enfant de Michał et de Elżbieta Piechowski. Il est diplômé de l'école de Mława et du gymnasium de Włocławek. Dans les années 1869-1871, il fréquente l'École des beaux-arts de Varsovie (Szkoła Sztuk Pięknych w Warszawie), où il se lie d'amitié avec Józef Chełmoński et Antoni Piotrowski (en). Après avoir obtenu son diplôme en 1873, avec Kazimierz Alchimowicz et Romanem Szwoynickim, il part pour Munich, où il étudie avec Józef Brandt (fin octobre 1873, il s'inscrit à l'Académie des beaux-arts - Malschule).
En 1874, lors de l'exposition de la Société d'encouragement des arts plastiques (Towarzystwo Zachęty Sztuk Pięknych), il fait ses débuts avec le tableau de la Pentecôte. L'œuvre reçoit de très bonnes critiques, et la Société décide d'acheter le tableau et de financer une bourse pour le peintre, ce qui lui permet de poursuivre ses études à l'étranger jusqu'en 1875.
À son retour d'Allemagne, en 1877, Piechowski épouse Aleksandra Olszewska et s'installe dans sa ville natale de Nosarzewo, où il vit jusqu'en 1892. C'est alors qu'il crée des œuvres sur des sujets religieux et coutumiers, montrant la vie à la campagne.
En 1879, l'artiste devient un véritable membre de la Towarzystwa Zachęty Sztuk Pięknych. Profitant de la dot de sa femme, il s'installe à Varsovie où, dans les années 1880-1882, il dirige un atelier de photographie. En 1881, il reçoit le titre de photographe de la Société. Cependant, cette entreprise n'apporte pas le bénéfice escompté, ce qui oblige Piechowski à retourner au village. À cette époque, de nombreuses œuvres sont créées, représentant des scènes de la vie du village, parmi lesquelles le tableau Droga i życie nasze qui reçoit une médaille d'argent à l'exposition d'art de Berlin en 1891 et des médailles de bronze aux expositions de Paris (1889), Chicago (1892-1894) et de San Francisco (1894). Les droits d'auteur obtenus en rapport avec les médailles pendant une courte période  améliorent la situation financière de l'artiste. À partir de 1894, il loue le village de Ręczno.
Face à de nouvelles difficultés et à l'aversion pour les activités économiques, Wojciech Piechowski séjourne chez Józef Chełmoński à Kuklówka Zarzeczna entre 1895 et 1896. Après être retourné à Ręczno, il se remet à travailler dans le domaine de la création. À cette époque, il peint, entre autres, le tableau Rezurekcja, qui  reçoit une médaille d'argent à l'exposition d'art de Paris en 1900. Il voyage également beaucoup, partant pour la Lituanie et l'Ukraine, où il crée également. Sa dernière œuvre, Puszczyk (qui fait partie de la série inachevée de Twardowski), est créée en 1907, lors de son séjour à Varsovie, où il séjourne chez le sculpteur Pius Weloński.
Après l'expiration du bail de Ręczna, l'artiste loué successivement les villages de Proszkowo et de Zaręby. Le bail de Zaręby prend fin en 1910. Face aux difficultés financières et familiales, Wojciech Piechowski décide de s'installer dans la propriété du comte Dangel à Skłoty près de Kutno, où il doit occuper un poste de professeur de dessin pour ses enfants.
Il meurt le 13 novembre 1911 dans un accident de la route en se rendant à son nouveau lieu de résidence et de travail, écrasé par une voiture renversée par des chevaux effrayés près de Skłoty. Il est inhumé le 16 novembre 1911 dans le cimetière paroissial de Nowem, comme le décrit Aleksy Rżewski dans son essai "Zgrzyty",.